# Recall (Marketing)
Der Recall ist eine Methode die Wirkung von Werbung zu messen. Im Rahmen der Kaufverhaltensforschung wird zwischen dem Recall und der Recognition (Wiedererkennen) unterschieden. Der Recall selbst kann in freie Reproduktion und unterstützte Reproduktion unterteilt werden. Bei der freien Reproduktion wird der Proband einfach gebeten, eine bestimmte Tatsache, Namen, Marke frei und ohne Hilfe wiederzugeben. Bei der unterstützten Vorgehensweise können (verschiedene) Hilfsmittel eingesetzt werden. Sie ist dadurch subjektiver und schwerer zu vergleichen.
Die Recallforschung ist trotz oft unklarer Zusammenhänge mit dem eigentlich Kaufverhalten und methodischer Ungereimtheiten ein verbreitetes Mittel zur Werbewirkungsmessung. Es muss bemerkt werden, dass beim Recall nur das reine Behalten, nicht das Verständnis und etwaige Kaufabsichten abgefragt werden.
Wichtig ist, dass eine Marke, an die sich erinnert wird, Teil des Awareness Set (dt. Bewusstsein) wird, und bei aktiven Kaufentscheidungen mit mittlerem bis hohen Involvement (engl. Einbezogenheit oder Einbindung) und kognitivem Entscheidungsanteil bei der Auswahl berücksichtigt werden kann.
Recognition ist hingegen eher für passive Käufe (gewohnheitsmäßige oder reizgesteuerte Kaufentscheidung) mit niedrigem Involvement von Relevanz, da hier am Verkaufsort die wiedererkannte Marke bei der Auswahl berücksichtigt wird.